# Ма Шуай
Ма Шуай (кит. упр. 马帅, пиньинь Mǎ Shuài; 16 февраля 1985, Далянь, Ляонин, КНР) — китайский футболист, выступавший на позиции нападающего.

## Клубная карьера
Молодёжную карьеру начинал в «Далянь Шидэ», из неё же в 2004 году попал в основной состав. Перед началом сезона 2004/05 Ма Шуай отправился в аренду в клуб из Гонконга «Ситизен». В сезоне забил 14 мячей в 21 игре за клуб, что позволило ему попасть в список 11-и лучших игроков лиги. После удачного сезона в Гонконге клуб решил вернуть его из аренды уже осенью 2005 года. В Суперлиге дебютировал в матче против «Бэйцзин Гоань» 10 июля 2005 года, а также сразу же отличился. Матч закончился победой «Даляня» со счётом 4-3. В Суперлиге сезона 2005 года за шесть матчей за «Далянь Шидэ» забил пять мячей. 20 ноября 2005 года Ма забил победный гол против «Шаньдун Лунэн» в финале Кубка Китая.
В 2006 году Ма вновь получил возможность играть, однако в основном тренерский штаб выпускал игрока на замену. В итоге за девять матчей игрок ни разу не отличился. В 2007 году новый тренер Джо Бонфрере после конфликта вывел игрока из состава, в итоге Ма в 2008 году покинул Далянь. После ухода тренера Ма залечивал травму и не смог вернуться в состав. Ма проходил просмотр в «Циндао Чжуннэн» и «Чанша Гиндэ», однако клубам не подошёл.
В 2010 году Ма отправился в Японию, где выступал за провинциальную команду «Ансоммет Иватэ Хачимантай». В 2011 году он вернулся в Китай, где подписал однолетний контракт с «Ляонин Хувин». В команде ему не удалось стать игроком основы, в итоге по окончании контракта клуб отказался от услуг игрока.
С марта 2012 года занялся тренерской работой в футбольной школе Гуанчжоу.

## Достижения

### Клубные
«Далянь Шидэ» :
- Чемпион Китая: 2005
- Обладатель Кубка Китая: 2005

### Личные
- Сборная турнира в Гонконге: 2004/05